# Сюмсинское (сельское поселение)
Сюмсинское — упразднённое муниципальное образование со статусом сельского поселения в Сюмсинском районе Удмуртии Российской Федерации.
Административный центр — село Сюмси.

## История
Статус и границы сельского поселения установлены Законом Удмуртской Республики от 15 ноября 2004 года № 61-РЗ «Об установлении границ муниципальных образований и наделении соответствующим статусом муниципальных образований на территории Сюмсинского района Удмуртской Республики».
К 18 апреля 2021 года было упразднено в связи с преобразованием района в муниципальный округ.

## Население
| 2010  | 2012  | 2013  | 2014  | 2015  | 2016  | 2017  |
| ----- | ----- | ----- | ----- | ----- | ----- | ----- |
| 5888  | ↘5808 | ↘5786 | ↗5787 | ↘5734 | ↘5714 | ↘5625 |
| 2018  | 2019  | 2020  | 2021  |       |       |       |
| ↘5608 | ↘5541 | ↘5490 | ↘5154 |       |       |       |

## Состав сельского поселения
| №  | Населённый пункт | Тип населённого пункта       | Население |
| -- | ---------------- | ---------------------------- | --------- |
| 1  | Акилово          | деревня                      | ↘188      |
| 2  | Верх-Юс          | деревня                      | ↘53       |
| 3  | Вылынгурт        | деревня                      | ↘60       |
| 4  | Выселок          | деревня                      | ↗53       |
| 5  | Кейлуд           | деревня                      | ↘20       |
| 6  | Малые Сюмси      | деревня                      | ↘38       |
| 7  | Пумси            | деревня                      | ↘53       |
| 8  | Русская Бабья    | деревня                      | ↘67       |
| 9  | Сюмси            | село, административный центр | ↘4766     |
| 10 | Удмуртская Бабья | деревня                      | ↗26       |